# 深水鰨
深水鰨（学名：Bathysolea profundicola）為輻鰭魚綱鰈形目鰨亞目鰨科的其中一種，為深海魚類，分布於東大西洋愛爾蘭至安哥拉南部、地中海海域，棲息深度200-1350公尺，體長可達21公分，棲息在泥底質底層水域，以多毛類及片腳類為食，生活習性不明，可作為食用魚。